# Tricloruro de fósforo
El tricloruro de fósforo es un compuesto químico de fósforo y cloro, con la fórmula química PCl3. Su geometría molecular es trigonal piramidal. Es el más importante de los cloruros de fósforo. Es un compuesto químico industrial importante, que se usa en la manufactura de compuestos organofosforados para una amplia variedad de aplicaciones. Tiene una señal 31P NMR aproximadamente a +220 ppm.

Se considera que el fósforo en el PCl3 tiene el estado de oxidación +3, y los átomos de cloro tiene el estado de oxidación −1. La mayor parte de su reactividad es consistente con esta descripción.

## Reacciones redox
El PCl3 es precursor a otros compuestos de fósforo, siendo oxidado a pentacloruro de fósforo (PCl5), cloruro de tiofosforilo (PSCl3), o oxicloruro de fósforo (POCl3).
Además, si se hace pasar una descarga eléctrica a través de una mezcla de vapor de PCl3 y gas hidrógeno, se forma un cloruro de fósforo raro, el tetracloruro de difósforo (P2Cl4).

## PCl3como electrófilo
El tricloruro de fósforo es el precursor de compuestos organofosforados que contienen uno o más átomos de P(III), notablemente fosfitos y fosfonatos. Estos compuestos no suelen contener los átomos de cloro que están en el PCl3.
El PCl3 reacciona rápida y exotérmicamente con agua para formar ácido fosforoso, H3PO3 y HCl:
PCl3 + 3 H2O → H3PO3 + 3 HCl
Se conocen un gran número de sustituciones similares, siendo una de las más importantes la formación de ésteres de fosfito por reacción con alcoholes o fenoles. Por ejemplo, con fenol, se forma el fosfito de trifenilo:
3 PhOH + PCl3 → P(OPh)3 + 3 HCl
donde "Ph" se refiere al grupo fenilo, -C6H5. Los alcoholes, tales como el etanol, reaccionan de un modo similar, en presencia de una base tal como una amina terciaria:
PCl3 + 3 EtOH + 3 R3N → P(OEt)3 + 3 R3NH+Cl−
Otro compuesto que puede ser preparado de la misma forma es el fosfito de triisopropilo (p.e. 43.5 °C/1.0 mm; CAS# 116-17-6).
Sin embargo, en ausencia de base, la reacción produce el ácido fosfónico y un cloruro de alquilo, según la siguiente estequiometría:
PCl3 + 3 C2H5OH → 3 C2H5Cl + H3PO3
Las aminas, R2NH, forman P(NR2)3, y los tioles (RSH) forman P(SR)3. Una reacción industrialmente relevante del PCl3 con aminas es la fosfonometilación, que utiliza formaldehído:
R2NH + PCl3 + CH2O → (HO)2P(O)CH2NR2 + 3 HCl
Los aminofosfonatos son ampliamente usados como agentes secuestrantes y antiescamas en tratamiento de agua. El herbicida glifosato también es producido de esta forma. La reacción del PCl3 con reactivos de Grignard y organolitio es un método útil para la preparación de fosfinas orgánicas con la fórmula R3P (también denominados fosfanos) tales como la trifenilfosfina, Ph3P.
3 PhMgBr + PCl3 → Ph3P + 3 MgBrCl
Bajo condiciones controladas, el PCl3 puede ser usado para preparar PhPCl2 y Ph2PCl.

## PCl3como nucleófilo
El tricloruro de fósforo tiene un par libre, y consecuentemente puede actuar como una base de Lewis, por ejemplo, con el ácido de Lewis BBr3. Forma un aducto 1:1, Br3B−−+PCl3. También se conocen complejos metálicos, como el Ni(PCl3)4. La basicidad de Lewis se explota en una ruta útil hacia los compuestos organofosforados, usando un cloruro de alquilo y cloruro de aluminio:
PCl3 + RCl + AlCl3 → RPCl+
3 + AlCl−
4
El producto RPCl+
3 puede ser hidrolizado para producir un dicloruro alquilfosfónico RP(=O)Cl2.

## Preparación
La producción mundial excede el tercio de millón de toneladas. El tricloruro de fósforo se prepara industrialmente por reacción con cloro, con una solución refluyente de fósforo blanco en tricloruro de fósforo, con eliminación continua del PCl3 formado.
P4 + 6 Cl2 → 4 PCl3
La producción industrial de tricloruro de fósforo está bajo el control de la Convención sobre Armas Químicas. En el laboratorio, puede ser más conveniente usar fósforo rojo, que es menos tóxico. Es lo suficientemente barato que no debería ser sintetizado sólo para trabajo en el laboratorio.

## Usos
El PCl3 es importante indirectamente como precursor del PCl5, POCl3 y el PSCl3, que a su vez tienen muchas aplicaciones en herbicidas, insecticidas, plastificantes, aditivos de petróleo y retardantes de llamas.
Por ejemplo, la oxidación del PCl3 conduce al POCl3, que es utilizado para la manufactura del fosfato de trifenilo y el fosfato de tricresilo, que encuentran aplicaciones como retardantes de llamas y plastificantes para el PVC. También se usan para preparar insecticidas, como el diazinon. Los fosfonatos incluyen al herbicida glifosato.
El PCl3 es el precursor de la trifenilfosfina para la reacción de Wittig, y los ésteres de fosfito, que pueden ser usados como intermediarios industriales, o en la reacción de Horner-Wadsworth-Emmons, ambos importantes métodos para preparar alquenos. Puede ser usado para hacer óxido de trioctilfosfina (TOPO), que se usa como un agente de extracción, aunque generalmente el TOPO se prepara a través de la fosfina correspondiente.
El PCl3 también es usado directamente como un reactivo en síntesis orgánica. Se le usa para convertir alcoholes primarios y secundarios en cloruros de alquilo, o ácidos carboxílicos en cloruros de acilo, aunque el cloruro de tionilo generalmente da mejores rendimientos que el PCl3.

## Precauciones
El PCl3 es tóxico, siendo una concentración de 600 ppm letal en unos pocos minutos. El PCl3 está clasificado como muy tóxico y corrosivo bajo la Directiva 67/548/EEC de la EU, y las frases de riesgo R14, R26/28, R35 y R48/20 son obligatorias.